# Tarancón (grupo musical)
Tarancón é uma banda brasileira criada em 1972, o primeiro a pesquisar e divulgar no país a diversidade de ritmos e canções latino-americanas.
Composto de artistas de vários países da América Latina, o Tarancón participou de alguns festivais, com destaque para o Festival dos Festivais, da TV Globo (1985), em que a canção "Mira Ira", de Lula Barbosa e Vanderlei de Castro, conquistou o segundo lugar no cômputo geral e ainda o prêmio de melhor arranjo.

Sua música é influenciada por ritmos brasileiros, andinos, caribenhos e africanos. 
O nome do grupo, Tarancón, era também o nome de uma mina de carvão na Astúrias, Espanha, que desabou, ocasionando a morte de onze trabalhadores (história contada na canção "En la mina el tarancón").
Unindo instrumentos originados dos Andes como a quena (flauta de cana ou osso), a zampoña ou sicus (similar à flauta de pan), a tarka (flauta ortoédrica de madeira de uma só peça com seis furos, também conhecida como "anata" no norte da Argentina), o bombo leguero (bumbo de couro de ovelha ou guanaco), o charango (instrumento cordófono de 10 cordas ou mais feito com carapaça de tatu (chamado de "Quirquincho") ou de madeira), ao violão e baixo acústico, o grupo fez uma síntese entre os sons do folclore e do cancioneiro latino-americano. Era acompanhado durante o show por Felix, pintor e irmão de Emílio de Angeles Nieto, que pintava as suas obras em telas de grandes dimensões (3,00 x 2,00 metros) no mesmo estilo retratado na capa do primeiro LP do grupo.
Os primeiros ensaios do Tarancón aconteceram no ano de 1972, e o primeiro disco foi gravado em 1976, chamado Gracias a la vida.
Faziam parte da primeira formação os músicos Miriam Miráh, Emílio de Angeles Nieto, Marli Pedrassa, Alice Lumi, Halter Maia, Jica Nascimento e Juan Falú. A partir do terceiro disco Sérgio Turcão entra substituindo Juan Falú. Da década de setenta até hoje, várias formações se sucederam.
Atualmente, o grupo é formado por Emilio de Angeles (flautas andinas, percussão e voz), Jorge Miranda (baixo, charango e voz), Ademar Farinha (flautas andinas, viola, charango e voz). Moreno Overá (viola, violão, baixo e voz), Maetê Gonçalves (voz), Jonathan Andreoli (Bombo leguero, bongô, caixa, cajón) e Natália Gularte (cajón, surdo, e efeitos percussivos).
Executavam canções de autores como os chilenos Violeta Parra e Victor Jara, os cubanos Pablo Milanés e Silvio Rodrigues, o argentino Atahualpa Yupanqui e os brasileiros Milton Nascimento e Geraldo Vandré.
O Tarancón dividiu espetáculos com Mercedes Sosa, Milton Nascimento, Chico Buarque, Almir Sater, MPB 4, Angel Parra, Marlui Miranda e outros. Um dos momentos de destaque em sua carreira foi a participação do Festival dos Festivais da Rede Globo em 1985 com a canção "Mira Ira", de Lula Barbosa e Vanderlei de Castro e defendida em conjunto com Lula, Miriam Miráh e Placa Luminosa - que venceu os prêmios de melhor arranjo e segundo lugar geral. Representaram a América Latina no Festival de Asilah no Marrocos em 1987.

## Membros
Formação atual
- Maetê Gonçalves – vocais
- Federico Caravatti - vocais, violão, baixo
- Jorge Miranda – vocais, baixo, charango
- Emílio de Angeles – vocais, flautas andinas, percussão
- Ademar Farinha – flautas andinas, violão e charango
- Jonathan Andreoli – bombo leguero, bongô, cajón
- Natália Gularte – percussão e efeitos

## Discografia
- Gracias a La Vida (1976) [2]
- Lo único que Tengo (1978) [2]
- Rever Minha Terra (1979) [2]
- Bom Dia (1981) [2]
- Ao vivo (1982) [2]
- Amazona Vingadora (1985) [2]
- Terra Canabis (1986) [2]
- Mama Hue (1988) [2]
- Graças a La Vita (1992 re-impressão)
- Vuelvo para Vivir (1997) [2]
- Seleção de Ouro (2000)